# Howardville (Missouri)
Howardville est une ville du comté de New Madrid, dans le Missouri, aux États-Unis,. Située à l'est du comté, en bordure du fleuve Mississippi, elle est incorporée en 1953.

## Démographie
Lors du recensement de 2010, la ville comptait une population de 383 habitants. Elle est estimée, en 2016, à 362 habitants.

### Source de la traduction
- (en) Cet article est partiellement ou en totalité issu de l’article de Wikipédia en anglais intitulé « Howardville, Missouri » (voir la liste des auteurs).